# Max Scharre
Max Anton Scharre (* 26. September 1867 in Kelbra; † 6. Mai 1955 in München) war ein deutscher Journalist und Schriftsteller.

## Leben
Geboren als Sohn des Eisenbahningenieurs Albert Scharre besuchte Max Scharre das Gymnasium in Erfurt und Schneidemühl. Er studierte Geschichte und Nationalökonomie. Nach dem Studium wandte er sich der Journalistik zu. Ab 1889 war er Redakteur. Ab 1890 leitete er als verantwortlicher Redakteur die Kreiszeitung in Bad Homburg vor der Höhe, dann den Iserlohner Kreisanzeiger und später die Thüringer Zeitung in Erfurt. 1900 wechselte er als Chefredakteur zur Saale-Zeitung in Halle (Saale). Im April 1904 wurde er zum Chefredakteur der Münchner Zeitung berufen, die er bis 1914 leitete. Im Oktober 1916 wurde er zum Hauptschriftleiter der Bayerischen Staatszeitung ernannt. Die Zeitung leitete er bis Oktober 1933, als er von den neuen nationalsozialistischen Machthabern abgelöst wurde.
Neben seiner journalistischen Tätigkeit verfasste Scharre eine Reihe von Novellen und Dramen. Er war verheiratet mit Marie geb. Reil. Sie hatten eine Tochter und einen Sohn, der 1916 gefallen war. Ab 1917 war er Mitglied des Corps Saxo-Thuringia München.

## Auszeichnungen
- Silberne Prinzregent-Luitpold-Medaille
- König Ludwig-Kreuz
- Verdienstkreuz (Preußen)

## Schriften
- 50 Jahre Münchener Journalisten- und Schriftsteller-Verein – 1881-1931; Eine Denkschrift zur Jubelfeier, 1932
- Heinz Helke, 1894 (zusammen mit Carl Hülter)
- Atropos
- Verfehltes Glück, 1895